# Сазерленд, Кэтрин Джейн
Кэтрин Джейн Сазерленд (англ. Catherine Jane Sutherland;  род. 24 октября 1974, Сидней) — австралийская актриса. Наиболее известна ролью Кэт Хиллард, розового могучего рейнджера в нескольких сезонах американского телесериала Power Rangers.

## Биография

### Личная жизнь
Кэтрин родилась 24 октября 1974 года.
Замужем. Супруг — Дэниел Чилсон, 2 детей.

### Актёрская деятельность, озвучивание
Актёрская карьера началась с 1995 года.
Сазерленд присоединилась к актёрскому составу «Могучих рейнджеров» в середине третьего сезона, заменив персонажа Эми Джо Джонсон в роли героя в розовом костюме рейнджера. Сазерленд в роли Кэт оставалась в актёрском составе в течение четвёртого сезона «Могучие рейнджеры: Зео», также снималась в «Могучие рейнджеры: Турбо».
Сазерленд, помимо актёрской деятельности, озвучивала некоторых второстепенных персонажей, например, в эпизоде Power Rangers Wild Force «Forever Red».
Также появлялась с другими бывшими актёрами «Могучих рейнджеров» на съездах поклонников.
В 2000 году Сазерленд была участницей фильма «Клетка», в котором её речь была вырезана для театрального проката. Она получила роль после появления в австралийском реалити-шоу «Фабрика грез». Также участвовала в рекламной кампании хлопьев Rice Krispies в США. В 2017 году снялась в короткометражном фильме «Орден» вместе со многими выпускниками «Могучих рейнджеров». В 2018 году она вернулась к роли Кэтрин Хиллард в эпизоде Могучие рейнджеры супер ниндзя сталь под названием «Измерения в опасности», посвященном 25-летию франшизы. Сазерленд снялась в специальном полнометражном фильме «Могучие рейнджеры: Однажды и навсегда» к 30-летию телесериала, который вышел на Netflix в 2023 году.

## Фильмография
| Год  | Название                 | Роль                        | Информация |
| ---- | ------------------------ | --------------------------- | ---------- |
| 1997 | Могучие рейнджеры: Турбо | Кэт/ розовый турбо рейнджер |            |
| 2000 | Клетка                   | Анна-Мария Викси            |            |
| 2017 | The Order                | Эрика                       |            |

## Телевидение
| Год  | Название                              | Роль                                                              | Дополнение                                         |
| ---- | ------------------------------------- | ----------------------------------------------------------------- | -------------------------------------------------- |
| 1997 | Могучие рейнджеры: Турбо              | Кэт / Розовый Турбо рейнджер / розовый теневой рейнджер           |                                                    |
| 1998 | Государственный коронер               | Репортёр                                                          | Эпизод: по тонкому льду                            |
| 1999 | Могучие рейнджеры: специальный эпизод | Кэтрин Хиллард                                                    | Специальный эпизод                                 |
| 2000 | Фабрика грез                          | Играет себя сама                                                  |                                                    |
| 2001 | Могучие рейнджеры: Патруль времени    | Дана Митчелл/ розовый рейнджер: голос                             | Эпизод: «Время для скорости света»                 |
| 2002 | Могучие Рейнджеры: Дикий мир          | Теззла (голос)                                                    | Эпизод: всегда красный                             |
| 2015 | Класс распущен                        | Кэтрин                                                            | 2 эпизод                                           |
| 2018 | Могучие рейнджеры: Ниндзя Сталь       | Кэтрин 'Кэт' Хиллард/ Розовый Турбо рейнджер                      | Эпизод: Размеры в опасности; в титрах — Кэт Чилсон |
| 2023 | Могучие рейнджеры: Однажды и навсегда | Кэтрин 'Кэт' Хиллард/Могучие рейнджеры: морфины/ розовый рейнджер | Netflix                                            |

## Роли в играх

### Видеоигры
| Год  | Название                          | Роль         | Информация |
| ---- | --------------------------------- | ------------ | ---------- |
| 1997 | Ловушка 3D: За пределами джунглей | Мира (голос) |            |